# Dinsheim
Dinsheim je občina v departmaju Bas-Rhin francoske regije Alzacija.
Leta 1990 je v občini živelo 1 275 oseb oz. 256 oseb/km².